# یاقوت الصوری
یاقوت الصوری (انگلیسی: Yacout El-Soury) یک بازیکن فوتبال اهل مصر است. 
وی عضو تیم ملی فوتبال مصر در جام جهانی فوتبال ۱۹۳۴ بوده است.